# Lophogobius bleekeri
Lophogobius bleekeri is een straalvinnige vissensoort uit de familie van grondels (Gobiidae). De wetenschappelijke naam van de soort is voor het eerst geldig gepubliceerd in 1921 door Popta.
De soort komt voor in brakke estuaria en de aangrenzende zoetwatergebieden van de oostelijke Indische Oceaan, de Andamanse Zee en de westelijke Grote Oceaan.
De soortnaam eert de Nederlandse ichthyoloog, herpetoloog en arts Pieter Bleeker (1819-1878), die een belangrijke werker was op het gebied van de visfauna van Nederlands-Indië.